# Collectivité publique
Une collectivité publique est un ensemble de la population organisé démocratiquement, ou non, ayant le pouvoir de s'administrer par des élus ou des représentants et coïncidant avec un territoire politique, soit:
- un État souverain ;
- une collectivité territoriale liée à un État souverain ;
- une association d'États.

Par métonymie, une collectivité publique est la personne morale de droit public qui constitue la représentation juridique. Par extension, une collectivité publique peut donc aussi désigner une personne morale qui en émane, soit:
- un établissement public ;

- une institution ou organisation internationale.

Collectivité publique, pouvoirs publics, administration publique et service public sont souvent employés de façon interchangeable, mais ont des définitions techniques distinctes.